# Friedrich von Amerling
Friedrich von Amerling (14 d'abril de 1803 - 14 de gener de 1887) fou un retratista austrohongarès a la cort de Francesc Josep. Va néixer a Viena i va ser pintor de la cort entre 1835 i 1880. Amb Ferdinand Georg Waldmüller és un dels pintors austríacs de retrats més destacats del segle xix.

## Biografia
Era fill de l'orfebre i argenter Franz Amerling i de Theresia Kargl. Va estudiar de 1815 a 1824 a l'Acadèmia de Belles Arts de Viena. Després d'assistir a l'escola de gravats amb Josef Klieber, va passar a la classe de “fonaments històrics del dibuix” amb Hubert Maurer i Karl Gsellhofer (1779-1858).
El 1824, Amerling es va traslladar a Praga amb el seu oncle Heinrich i va continuar els seus estudis a l'Acadèmia de Belles Arts de Praga com a estudiant de Joseph Bergler el Jove fins al 1826. El 1827 i el 1828 els passà a Londres, on fou influenciat pel pintor retratista Thomas Lawrence. Altres viatges el van portar a París, on va treballar per a Horace Vernet, i Roma. Des del 1828, Amerling es va establir a Viena i va començar a rebre encàrrecs de la casa imperial austríaca, de la noblesa i les classes mitjanes.
El 1829 va rebre el premi Reichel de l'Acadèmia de Viena. Amerling va emprendre extensos viatges d'estudi al llarg de la seva vida: 1836 i 1838 a Itàlia, 1838 als Països Baixos, 1839 a Múnic, 1840-1843 a Roma, 1882 a Espanya, 1883 a Anglaterra, 1884 a Grècia, 1885 a Escandinàvia fins al Cap Nord de Noruega, i el 1886 a Egipte i Palestina.
Amerling es va casar quatre vegades: el 1832 fins a la seva mort el 1843 amb Antonie Kaltenthaler; el 1844 fins al seu divorci el 1845 amb Katharina Heißler; el 1857 fins a la seva mort el 1880 amb Emilie Heinrich; i el 1881 amb Maria Nemetschke, abans de casada Paterno. El 1878 Amerling fou elevat al rang de noble i des de llavors es va anomenar Friedrich Ritter von Amerling. Com un dels artistes més respectats a Viena, va rebre a casa seva nombroses figures literàries i músics importants (com Franz Liszt).
El 1858 Amerling va adquirir el palau Gumpendorf a Viena, que data del segle xii, i el va decorar amb valuosos tresors d'art que s'adaptaven al seu gust. L'edifici fou per tant anomenat popularment Amerlingschlößl.
A més de nombrosos altres honors, va rebre el 1879 l'Orde de la Corona de Ferro de 3a Classe i va ser elevat a la noblesa hereditària austríaca a causa dels estatuts de l'orde com a "cavaller d'Amerling". Amerling va morir el 1887. Va rebre una tomba honorífica al cementiri central de Viena (grup 14 A, número 30), dissenyada per Johannes Benk. El monument d'Amerling al parc de la ciutat de Viena, del 1902, també va ser realitzat pel mateix artista.

## Creativitat
Amerling va crear més d'un miler d'obres, la majoria retrats. Va ser el retratista més popular de l'alta aristocràcia i de la gran burgesia durant els temps del Viena Biedermeier. El punt àlgid de la popularitat de l'artista va ser el període comprès entre el 1830 i el 1850. El seu estil presenta punts de semblança amb el d'Ingres, i combina claredat de contorn amb coloració rica. L'obra d'Amerling va ser exposada a Viena el 2003. La majoria de les seves pintures es troben en museus i col·leccions austríaques.

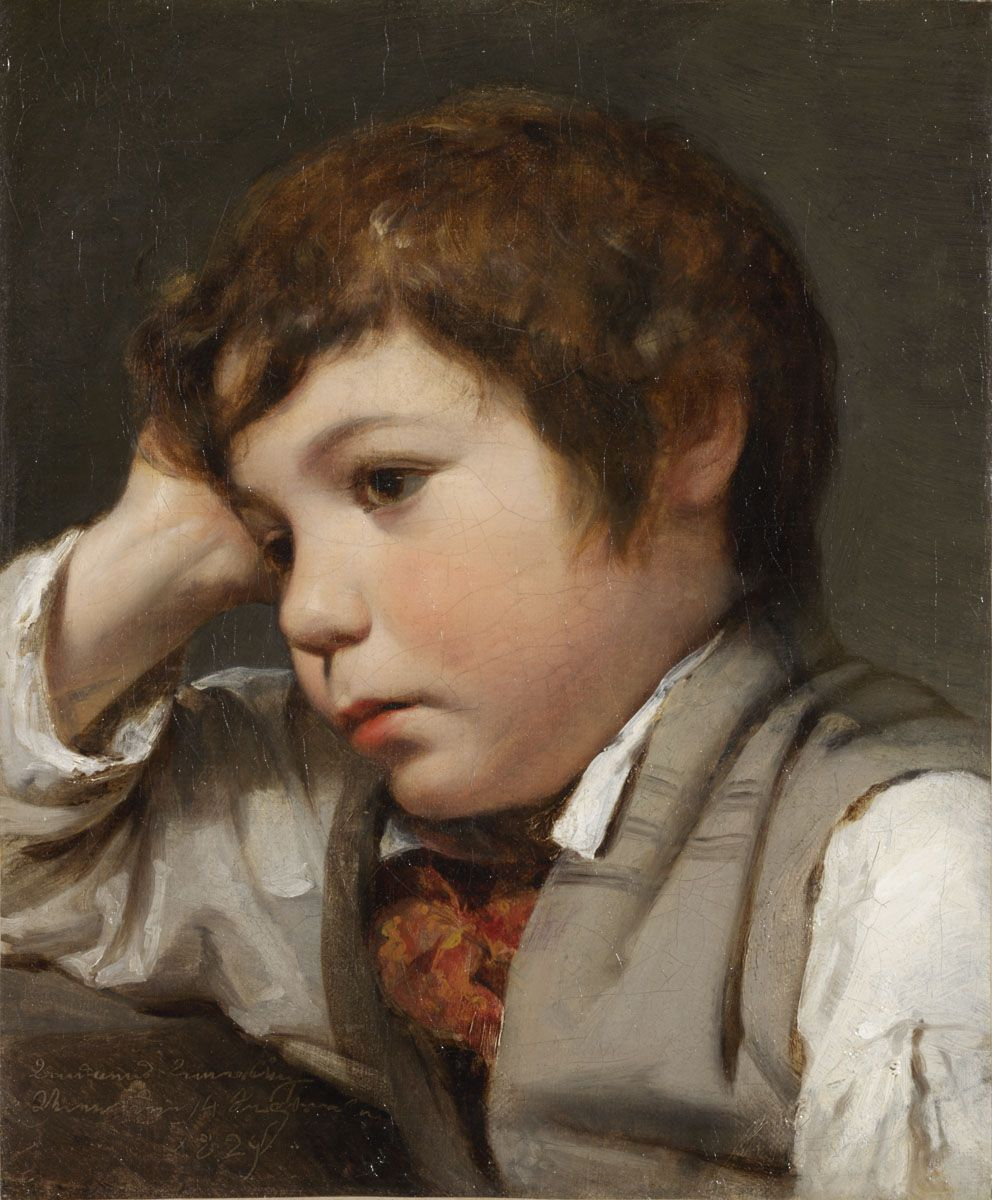
Retrat d'Andreas Amerling (1829)
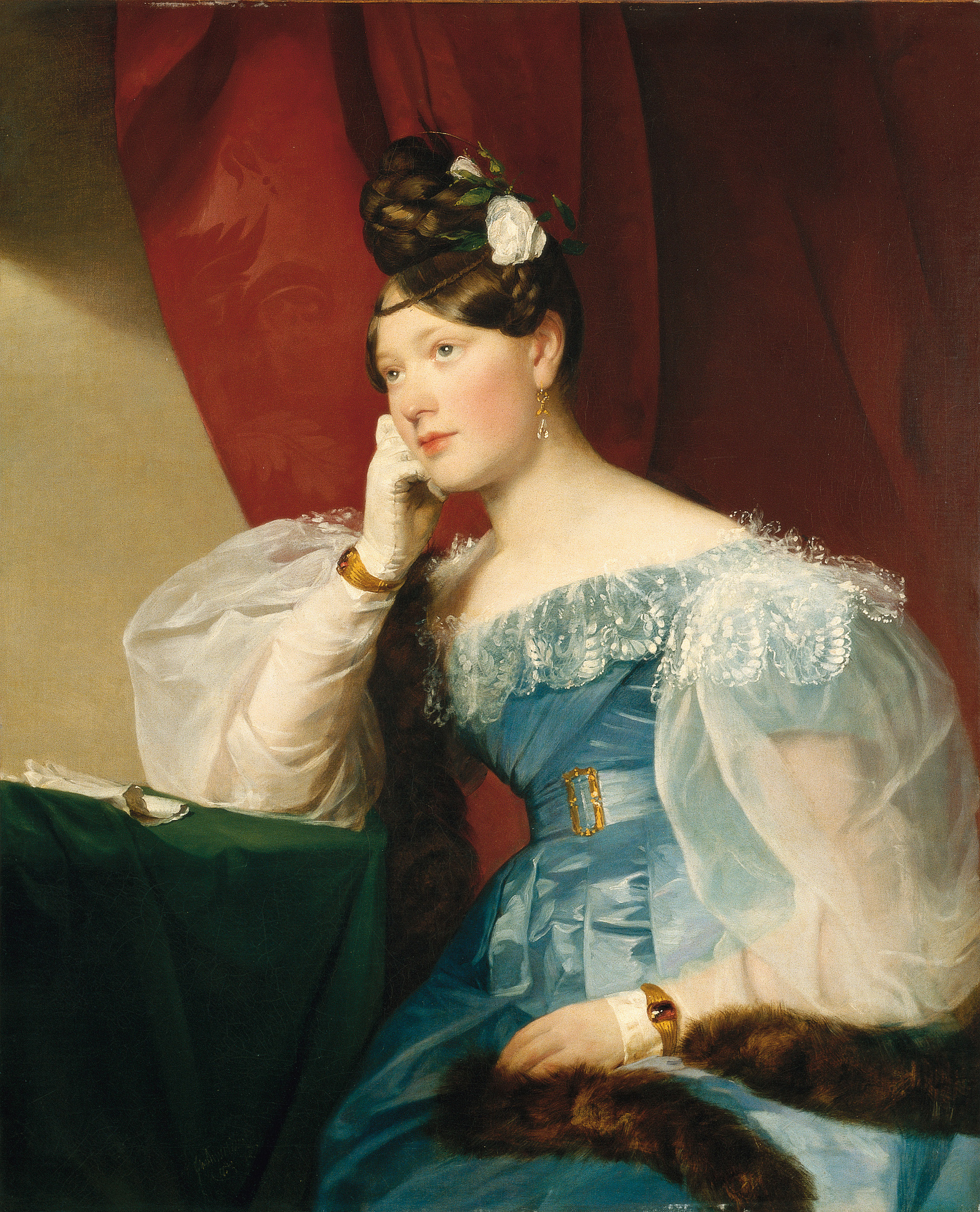
Julie, comtessa de Woyna (1832)
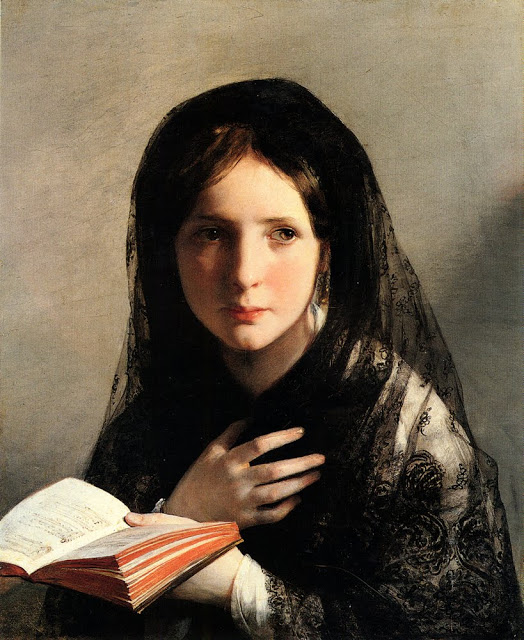
Noia llegint (1835)
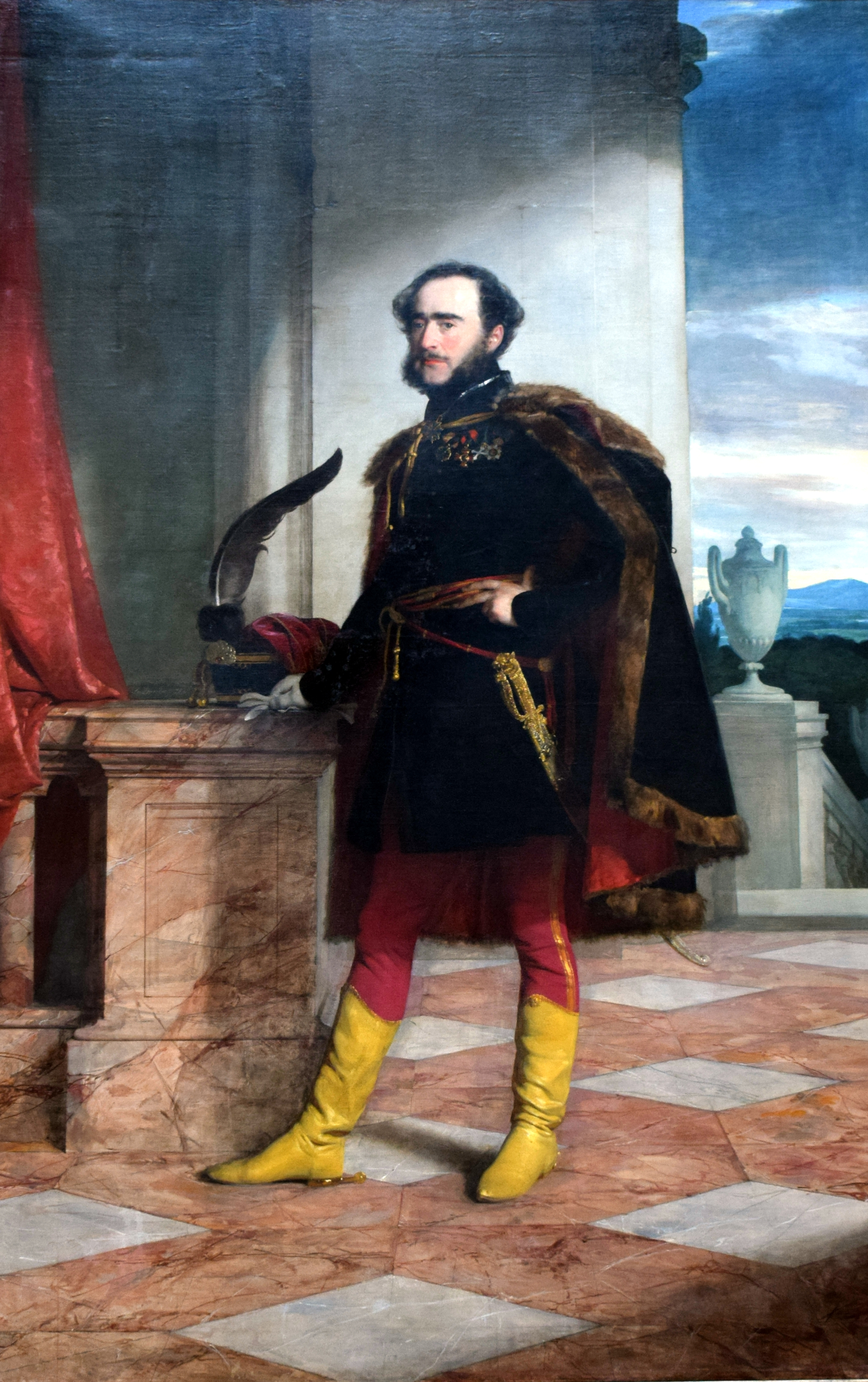
Comte István Széchenyi (1836)
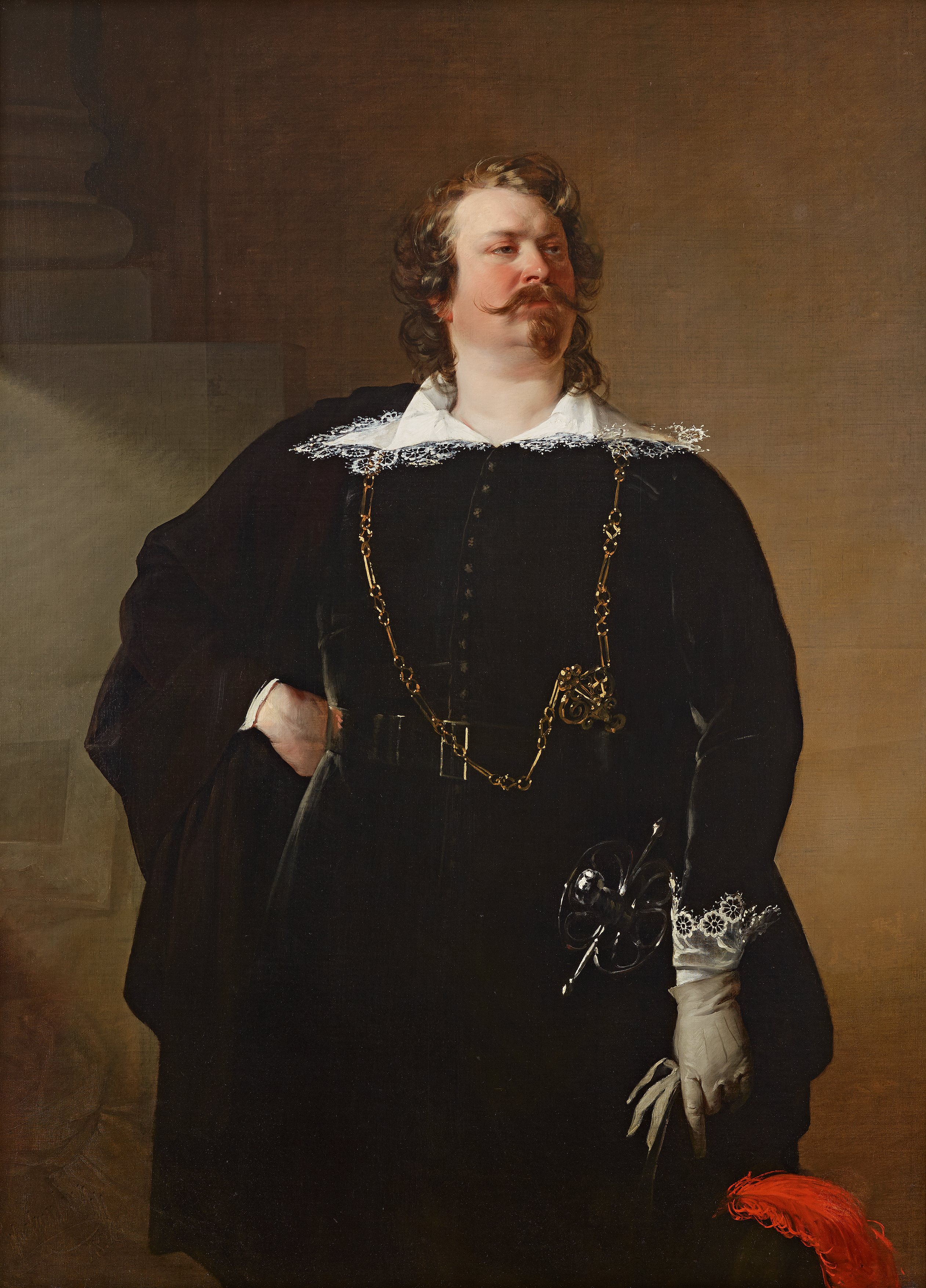
El baró Pfuel (1836)
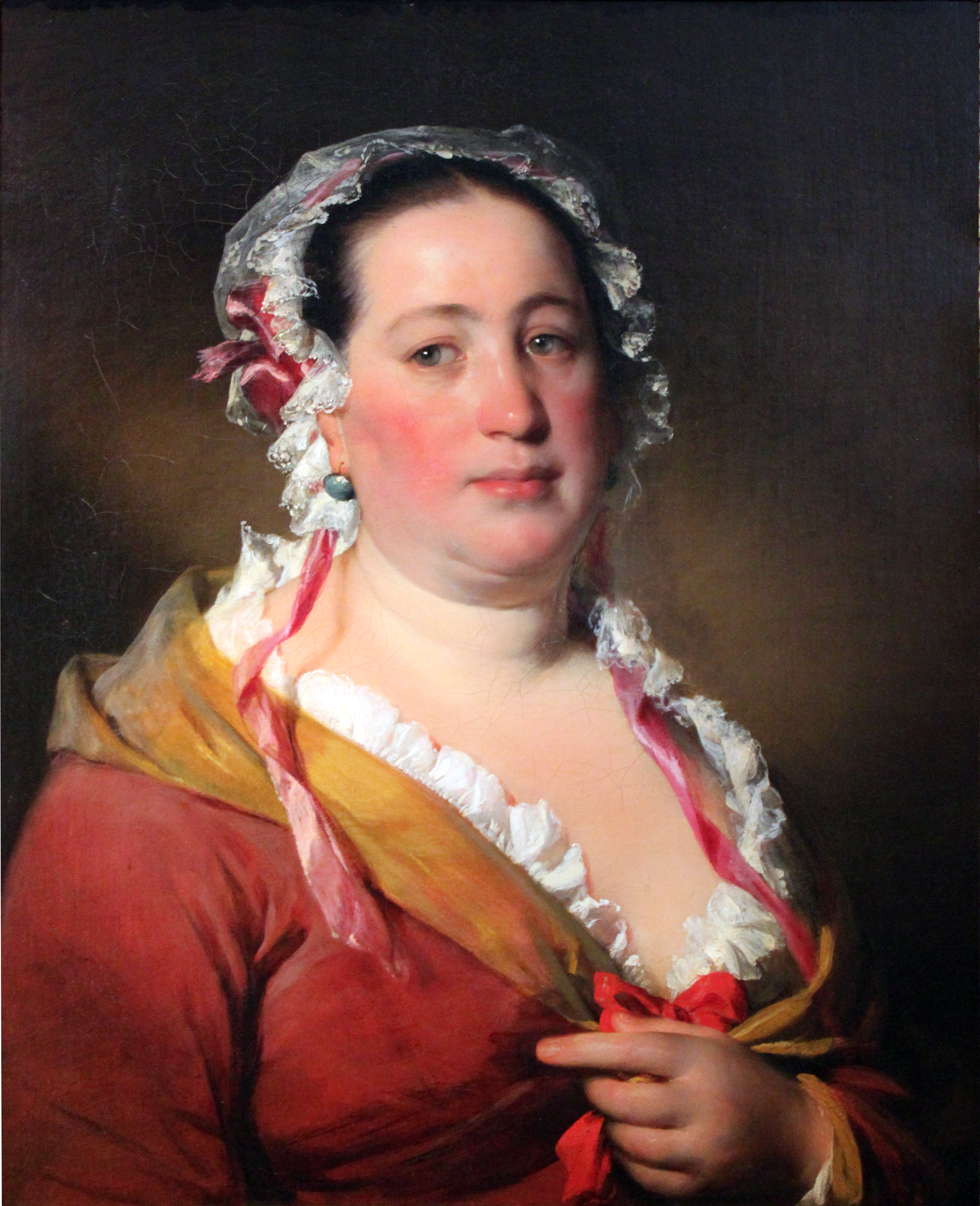
Retrat de la Sra Plach (1850)